# Willibald Ruttensteiner

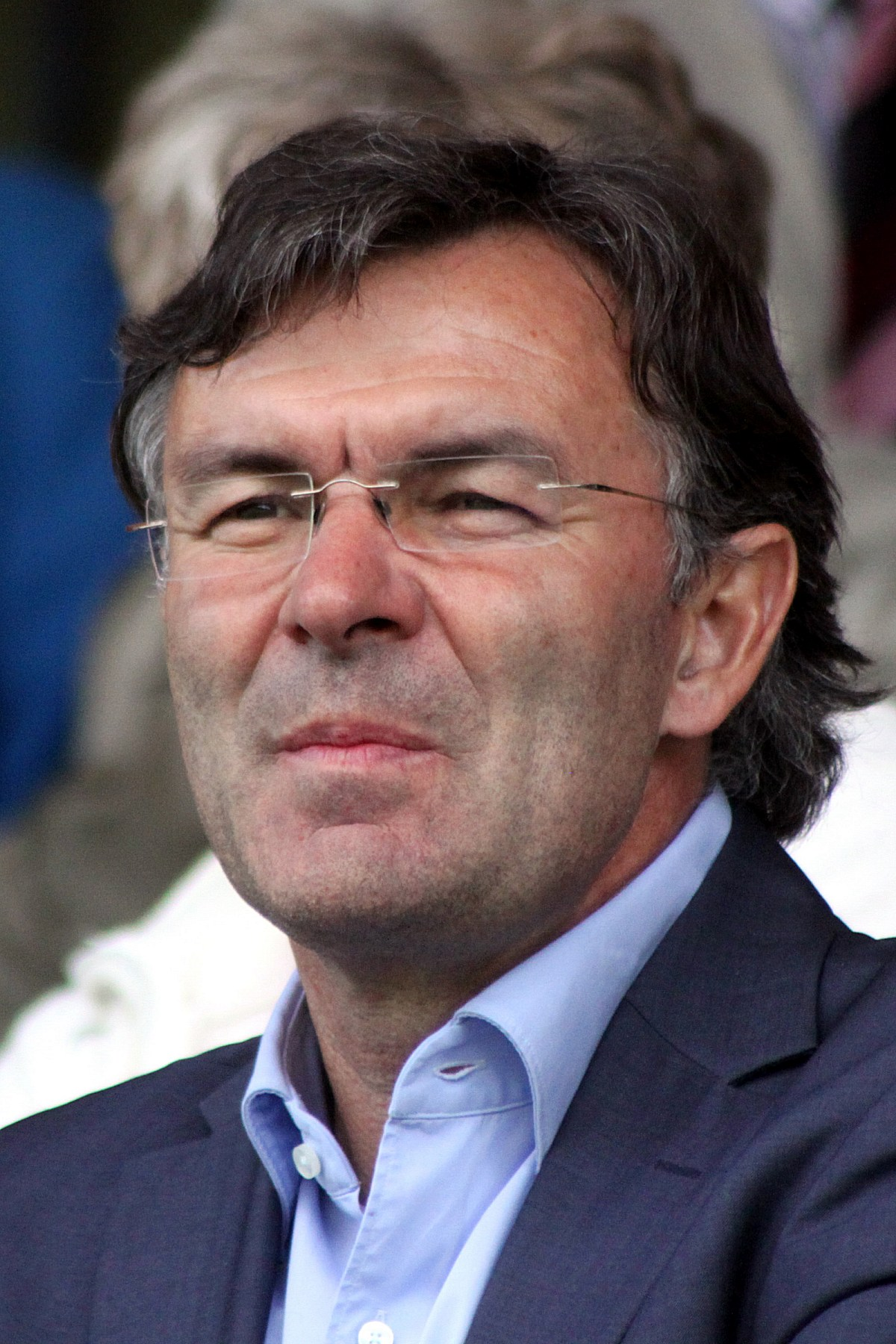
Willi Ruttensteiner

Willibald „Willi“ Ruttensteiner (* 12. November 1962 in Steyr, Oberösterreich) ist ein österreichischer Fußballfunktionär und -trainer. Er war von 2001 bis 2017 Sportdirektor des Österreichischen Fußball-Bundes (ÖFB) und Projektleiter des Förderprogrammes für Nachwuchstalente Projekt12. Er trainierte zweimal interimistisch die österreichische Nationalmannschaft. 2018 wurde er Sportdirektor des israelischen Fußball-Verbandes. Von 2020 bis 2022 war Ruttensteiner Teamchef der israelischen Fußballnationalmannschaft.

## Als Sportdirektor des ÖFB und Interims-Teamchef
Nach dem Rücktritt von Didi Constantini im September 2011 wurde Ruttensteiner übergangsweise für zwei Spiele ÖFB-Nationaltrainer. In diesen zwei Spielen erreichte er einen Sieg und ein Unentschieden. Er war zudem mitverantwortlich für die anfangs umstrittene Verpflichtung des Nationaltrainers Marcel Koller.

## Laufbahn als Spieler
Ruttensteiner spielte für die Sportunion Wolfern, die SK Amateure Steyr, Union Vöcklamarkt und FC Union Wels.

## Laufbahn als Trainer und Funktionär
Zu Beginn seiner Trainerkarriere coachte Ruttensteiner den oberösterreichischen unterklassigen Verein Sportunion Wolfern. Er trainierte diesen Club zwei Jahre lang. Am 1. Juli 1993 wurde er Trainer beim ATSV Sattledt, ebenfalls einem Verein aus Oberösterreich, an. Er verließ ihn 1995. Im Juli 1995 übernahm er die U-18-Mannschaft von BNZ FC Linz, mit der er in der Folgesaison österreichischer U-18-Meister wurde.
Ab 1996 war Ruttensteiner beim FC Linz Co-Trainer unter Heinz Hochhauser und stieg mit der Mannschaft in die 1. Bundesliga auf. Von 1997 bis 1998 war er Cheftrainer. Von 1998 bis 1999 war er sportlicher Leiter im BNZ OÖ LASK Linz und Nachwuchskoordinator des OÖFV.
Ruttensteiner betreute ab 1999 etwas mehr als sechs Jahre das österreichische U-21-Nationalteam. Er bestritt mit ihm unter anderem die Qualifikationen zur EM 2002, 2004 und 2006, man konnte sich allerdings für alle drei Endrunden nicht qualifizieren.

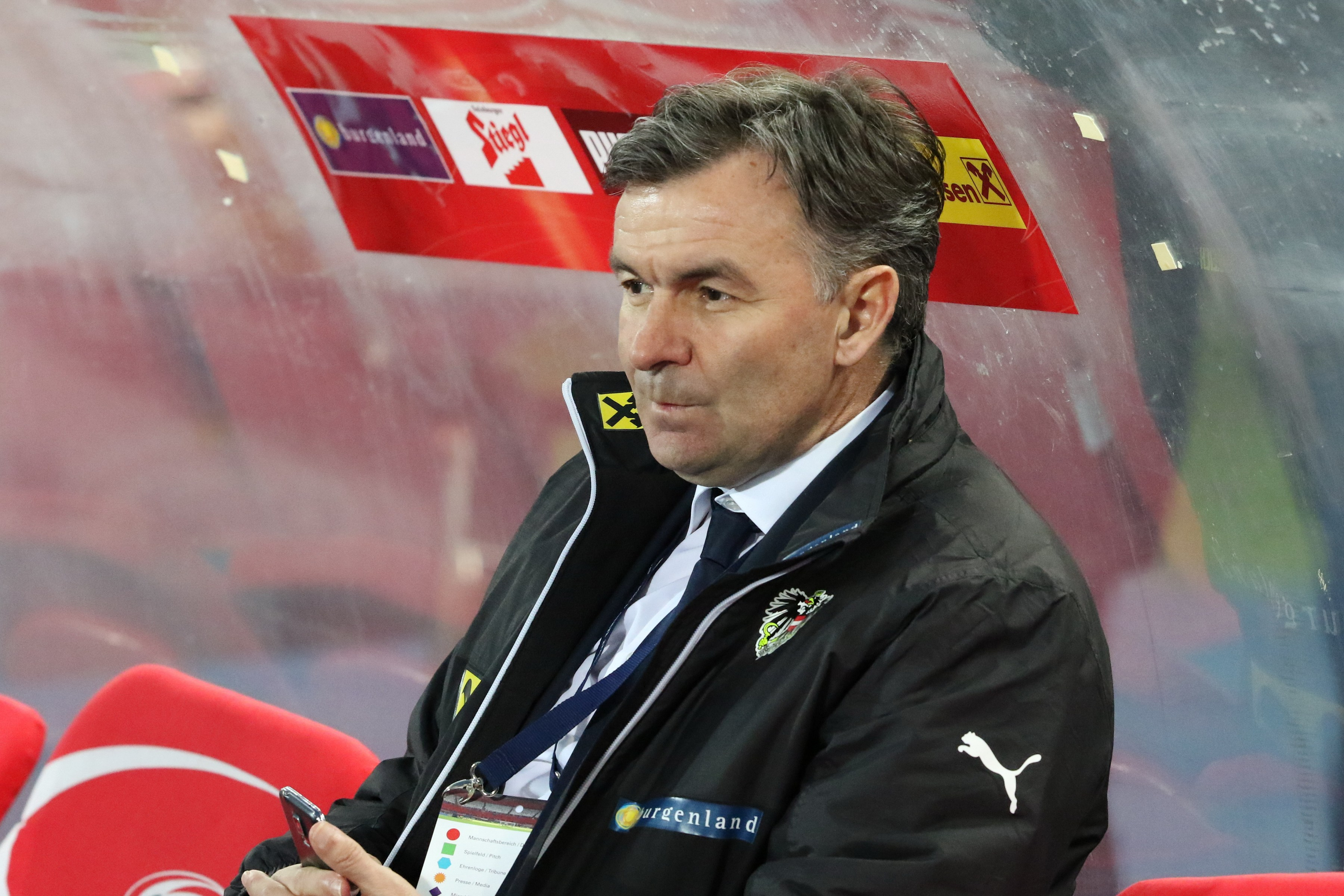
Willi Ruttensteiner in der Funktion als ÖFB-Sportdirektor

Von 1999 bis 2001 war er als Sportkoordinator, von 2001 bis 2017 als Sportdirektor beim ÖFB tätig. Er war zudem mitverantwortlich für die anfangs umstrittene Verpflichtung des Nationaltrainers Marcel Koller.
Im Oktober 2005 betreute Ruttensteiner nach dem Weggang von Hans Krankl das österreichische Nationalteam interim gemeinsam mit Andreas Herzog und Slavko Kovačić für die WM-Qualifikationsspiele gegen England (0:1) und Nordirland (2:0). Von Oktober bis November 2011 übernahm er nach dem Rücktritt von Didi Constantini abermals die sportliche Verantwortung als Interimstrainer für das A-Team in den EM-Qualifikationsspielen gegen Aserbaidschan (4:1) und Kasachstan (0:0).
Im Jahr 2018 wurde Ruttensteiner Sportdirektor der israelischen Fußballnationalmannschaft, die bis Juni 2020 von ÖFB-Rekordnationalspieler Andreas Herzog trainiert wurde. Anschließend wurde er als Nachfolger von Herzog Nationaltrainer. Im Februar 2022 wurde die Auflösung des ursprünglich bis Mai laufenden Vertrages als Teamchef der israelischen Nationalmannschaft bekannt.

## Weitere Aktivitäten
Ruttensteiner übernahm weitere Aktivitäten in den folgenden Positionen: FIFA-Instructor, UEFA-Instructor, Mitglied der Technical Study Group (FIFA U-17 WM 2011 in Mexiko), Mitglied der Technical Study Group (UEFA U-17 EM 2013 in der Slowakei), Chef-Scout des österreichischen Nationalteams (2006–2009), Projektleiter der Challenge 2008 (2003–2008), Turnierdirektor der UEFA-U19 Championship 2007 und seit 2009 Projektleiter des Projekt12.